# 棕颈钩嘴鹛
棕颈钩嘴鹛，是画眉科钩嘴鹛属的一种，分布于不丹、孟加拉国、老挝、中国大陆、越南、印度、缅甸和尼泊尔。该物种的保护状况被评为无危。
棕颈钩嘴鹛的平均体重约为31.6克。栖息地包括温带森林、温带疏灌丛和亚热带或热带的湿润山地林。该物种的模式产地在尼泊尔。

## 亚种
- 棕颈钩嘴鹛滇南亚种（学名：Pomatorhinus ruficollis albipectus）。分布于老挝以及中国大陆的云南等地，主要栖息于灌木丛或竹林中活动。该物种的模式产地在云南思茅。[4]
- 棕颈钩嘴鹛峨眉亚种（学名：Pomatorhinus ruficollis eidos），是中国的特有物种。分布于四川等地。该物种的模式产地在四川峨眉山。[5]
- 棕颈钩嘴鹛藏南亚种（学名：Pomatorhinus ruficollis godwini）。分布于自尼泊尔、东抵印度以及西藏等地，多栖息于栖息在海拔1600-2300米高处的阔叶林或灌木丛中。该物种的模式产地在Chungkar,Trashigong-DuwengiriRoad,S.E.Bhutan。[6]
- 棕颈钩嘴鹛中南亚种（学名：Pomatorhinus ruficollis hunanensis），俗名棕颈钩嘴鹛湖南亚种。在中国大陆，分布于湖南、贵州、广西、湖北等地。该物种的模式产地在湖南沅陵。[7]
- 棕颈钩嘴鹛海南亚种（学名：Pomatorhinus ruficollis nigrostellatus），是中国的特有物种。分布于海南等地。该物种的模式产地在海南岛。[8]
- 棕颈钩嘴鹛滇东亚种（学名：Pomatorhinus ruficollis reconditus）。在中国大陆，分布于云南、四川等地。该物种的模式产地在云南蒙自。[9]

## 外部連結
- 棕頸鈎咀鶥 (Pomatorhinus ruficollis)鳴聲 （页面存档备份，存于）香港觀鳥會鳥鳴集